# Örebro länsteater
Örebro Teater är länsteatern i Örebro län, belägen i Örebro sedan starten 1983. Först startade Riksteatern en dekorverkstad i staden 1965. Det ledde fram till att Riksteatern 1969 skapade en lokal Örebro-ensemble med åtta skådespelare, tekniker och en konstnärlig ledare samt viss administrativ personal. Ur denna ensemble bildades 1983 den officiella Länsteatern i Örebro, som senare bytte namn till Örebro länsteater nuvarande Örebro Teater.
Örebro Teater ligger idag mitt emot Örebro slott i Örebro Teater, byggd 1853. Förutom den stora scenen för större produktioner finns även Nya China på Storgatan 19. Örebro Teater prioriterar barn och unga på Nya China men spelar företrädesvis för vuxna på Örebro Teater. Idag har teatern fem fasta skådespelare. Teatern spelar ca 300 föreställningar årligen. Under ett år har Örebro Teater ca 30 000 besökare.
Örebro Teater turnerar även i hela Örebro län med barn- och vuxenproduktioner.